# 筆村榮心
筆村榮心（1993年10月24日—），日本男性聲優。屬Style Cube。

## 出演作品
粗體字為主要角色

### 電視動畫
2016年
- 月歌。THE ANIMATION（帥氣敵人）
- 槍彈辯駁3 －The End of 希望峰學園－ 絕望篇（學生會）
- SHOW BY ROCK!!#（賽連）[3]
- 黑白來看守所（雙六仁志）[4]

2017年
- 月色真美（山科浪漫）[5]

2018年
- Persona 5 the Animation（男學生C）
- 來玩遊戲吧（本田健太郎、桌球社後輩）[6]

2019年
- 魔王陛下RETRY！（侍應生）

2021年
- SHOW BY ROCK!! STARS!!（賽連）

### OVA
2018年
- 來玩遊戲吧 OVA1（本田健太郎）[7]

### 網路動畫
2017年
- 黑白來看守所 第2期（雙六仁志）[4]

### 遊戲
2017年
- Song of Memories（飛鳥谷誠）[8]
- 星座革命☆彡88星座的偶像革命（魚海愛）[9]

2018年
- 一血卍傑（布倫希爾德）[10]

### 廣播
- 奧山敬人・筆村榮心 BB-voiceです!何卒よろしくお願いします!（2017年 - 、超！A&G+）[11]

### 電視
- モテ福（日语：モテ福）（クルクル・ザー）[12]
- ツキプロch.（日语：ツキノ芸能プロダクション#バラエティ番組）

### 網路電視
- Jugend Stil週刊定例報告（USTREAM→Niconico直播）
- とびだせ！はぴすた学園！ (Niconico直播)
- ツキクラLINEライブ（LINELIVE）

### 舞台
2015年
- KAJITSU-過日-[13]

### 其它
- 劇団アルタイル（千川リツ）

## 註解
1. ↑  @筆村栄心.  (推文). 2016年6月15日 –Twitter.
2. ↑  . Style Academy Official Blog. Style Academy. 2015年10月1日  [2017年5月7日]. （原始内容存档于2016年9月20日）.
3. ↑  . 電視動畫「SHOW BY ROCK!!」官方網站. SHOWBYROCK!!製作委員會#.   [2017年5月7日]. （原始内容存档于2020年11月1日）.
4. 1 2  . 電視動畫「黑白來看守所」官方網站. 南波刑務所更生委員會.   [2017年5月7日]. （原始内容存档于2016年8月10日）.
5. ↑  . 電視動畫「月色真美」官方網站. 月色真美製作委員會.   [2017年5月7日]. （原始内容存档于2020年9月22日）.
6. ↑  . 電視動畫「來玩遊戲吧」官方網站. 涼川鈴·白泉社／「來玩遊戲吧」製作委員會.   [2018年6月14日]. （原始内容存档于2018年4月25日）.
7. ↑  隨BD/DVD第3卷附贈OVA。
8. ↑  . Future Tech Lab.   [2017年5月7日]. （原始内容存档于2017年1月30日）.
9. ↑  . Rejet.   [2017年5月7日]. （原始内容存档于2017年8月21日）.
10. ↑  . Voice-Style/Beatniks Inc. 2018年1月18日  [2018年6月14日]. （原始内容存档于2018年6月14日）.
11. ↑  . 超!A&G. 文化放送. 2017年4月3日  [2017年5月7日]. （原始内容存档于2020年12月2日）.
12. ↑  . 埼玉電視台.   [2017年5月7日].
13. ↑  . FLYING TRIP.   [2017年5月7日]. （原始内容存档于2017年5月27日）.

## 外部連結
- 事務所官方網站個人資料（日語）
- 筆村榮心的X（前Twitter）